# Leigh Woods
Leigh Woods est un village de 571 habitants dans le Somerset en Angleterre.